# Sune Folkesson
Sune Folkesson, död 1247, var son till Folke jarl. Han var gift med Helena Sverkersdotter, dotter till Sverker den yngre. Uppgiften i Västgötalagens kungalängd att Sverker dödades av sin måg har lett till antaganden att Sune var den som dödande honom, men detta skulle också kunna syfta på fadern Folke.
Enligt visan "Vreta klosterrov" (SMB 59, TSB C 8), troligen från mitten av 1300-talet, men nedtecknad i slutet av 1500-talet, skall Sune ha enleverat Helena ur Vreta kloster. Detta har visat sig troligtvis vara uppdiktat, men deras dotter Bengta och dotterdotter Ingrid Svantepolksdotter kom faktiskt att bortrövas ur klostret
Sune tillhörde landets elit, men tycks aldrig ha uppburit något ämbete, även om uppgifter i modern litteratur förekommer som gör honom till såväl lagman i Östergötland som jarl. Hans eget giftermål liksom de han förhandlade fram för sina döttrar placerade honom dock i maktens centrum, och han var troligen en av rikets mest framstående män tiden efter Knut Långes död. 
Sune död var enligt Skänningeannalerna en naturlig död.

## Barn med Helena
1. Bengta. Placerades i Vreta kloster för att utbildas, men blev hon enligt folkvisan bortrövad av lagmannen i Östergötland Lars Petersson, och rymde med honom till Norge.
2. Katarina, död före februari 1253, var Sveriges drottning som gift med kung Erik Eriksson (senare kallad "läspe och halte").